# Конгде-Ри
Конгде-Ри (англ. Kongde Ri) — вершина в Непале, в горном районе Кхумбу. Высота — 6187 м. Известна также под названиями Квангде-Лхо (англ. Kwangde Lho), Квангде (англ. Kwangde).
Вблизи Конгде-Ри находится известная шерпская деревня Намче-Базар. Несмотря на то, что гора считается священной среди жителей долины Кхумбу, она открыта для посещения туристами. У Конгде-Ри крутые склоны; она считается сложной вершиной для восхождения. Наиболее удобными для скалолазов являются северная и южная стороны горы.